# Xavi Moré
Xavier Moré Roca, deportivamente conocido como Xavi Moré (Barcelona, España, 7 de junio de 1982) es un futbolista español, hijo del también futbolista Pepe Moré. Juega como centrocampista y actualmente pertenece al CD Palencia.

## Trayectoria
Catalán de nacimiento pero vallisoletano de adopción, Xavi Moré vivió desde muy pequeño en la ciudad del Pisuerga. Se formó en las categorías inferiores del Real Valladolid. Fue en la temporada 2001 cuando dio el salto al equipo filial, en el que actuó durante dos temporadas. En su segunda temporada con el Valladolid B alternó sus actuaciones en el segundo equipo con algunas apariciones en partidos de Primera División con el primer equipo. Su debut en la máxima categoría tuvo lugar en el año 2002, un 10 de noviembre en un Recreativo de Huelva 1-3 Real Valladolid, llegando a disputar a lo largo de aquel año un total de 3 partidos. En la temporada 2003-04 Xavi Moré continuó alternando su participación entre el filial y el Real Valladolid, jugando apenas 4 partidos con el primer equipo, que aquel año acabaría perdiendo la categoría.
Su última temporada en el conjunto blanquivioleta fue en la temporada 2004-05 en Segunda División, en la que llegó a jugar en 15 ocasiones. Pero sin duda, el mayor logro con la camiseta del Real Valladolid fue el tanto que Xavi Moré le hizo al Real Madrid en octavos de final de la Copa del Rey, un 19 de enero de 2005 en el mismo Estadio Santiago Bernabéu. A falta de doce minutos para el final, Xavi Moré le rompía la cintura a Roberto Carlos y llevaba la igualada a un tanto al marcador, lo que significaba la eliminación del conjunto madridista del torneo del KO. 
En la temporada 2005-06 dejó el Real Valladolid para fichar por el CD Castellón, con el que competiría en Segunda División durante dos temporadas. En su primer año como jugador blanquinegro, Xavi Moré jugó 38 partidos y marcó 2 goles. En la temporada 2006-07 disputa 31 partidos y anota 1 tanto. Sería su último año en el conjunto castellonense, ya que en el verano del 2007 acuerda su fichaje con el Pontevedra CF por dos temporadas. Tras finalizar su contrato con el equipo gallego, ficha en agosto de 2009 con el Real Oviedo. Permanece en el club azul durante 4 temporadas siendo habitual en las alineaciones durante su estancia en el club carbayón disputando 101 partidos de liga marcando 17 goles. A finales de julio de 2013 ficha por el equipo cántabro de la segunda B la SD Noja y en agosto de 2014 se compromete con el CD Palencia, equipo que milita en el grupo VIII de la Tercera División de España.

## Clubes
| Club                  | País   | Temporadas    |
| --------------------- | ------ | ------------- |
| Real Valladolid B     | España | 2001−2004     |
| Real Valladolid       | España | 2002−2005     |
| CD Castellón          | España | 2005-2007     |
| Pontevedra CF         | España | 2007-2009     |
| Real Oviedo           | España | 2009-2013     |
| SD Noja               | España | 2013-2014     |
| Burgos Club de Fútbol | España | 2014          |
| CD Palencia           | España | 2014–retirado |